# Gyrophaena indiana
Gyrophaena indiana är en skalbaggsart som beskrevs av Charles Hamilton Seevers 1951. Gyrophaena indiana ingår i släktet Gyrophaena och familjen kortvingar. Inga underarter finns listade i Catalogue of Life.